# Ángel Fantuzzi
Ángel Fantuzzi Hernández (Santiago, 12 de junio de 1940-Frutillar, 6 de diciembre de 2002) fue diputado de la República por el distrito N.°20, por los períodos 1990-1994 y 1994-1998. Fue un empresario y político chileno.

## Biografía
Nació en Santiago, el 12 de junio de 1940; era hijo de Ángel Fantuzzi Facca y Emma Hernández, es hermano del también empresario Roberto Fantuzzi.
Cursó sus primeros años de enseñanza, en el Instituto de Humanidades Luis Campino, en el Liceo José Victorino Lastarria y en el Instituto Superior de Comercio, donde se tituló de contador, en el año 1962.
Se casó con Margarita Fernández Socías y tuvieron tres hijos.

## Carrera empresarial
Comenzó a trabajar, adolescente aún, en el año 1954, en la pequeña industria familiar, que más tarde se transformaría en la empresa, Aluminios y Enlozados Fantuzzi S.A. Fue jefe de Taller hasta el año 1958; en 1960, administrador y jefe en la Planta de Maipú; en 1964, jefe de laminación y desde ese año, a cargo de la administración y ventas; finalmente fue Gerente General a los 33 años de edad. Además fue socio de la Empresa Constructora de Viviendas Económicas, Fantuzzi Ltda., a cargo de la administración y ventas, durante los años 1962 a 1966.
En el año 1980 comenzó a participar en actividades gremiales en la Asociación de Industriales Metalúrgicos (Asimet), la que presidió entre 1981 y 1985. Encabezó la campaña de Defensa del Producto Nacional y de los trabajadores chilenos, e impulsó la educación técnico-profesional, principalmente en el Liceo Industrial Chileno Alemán.

## Carrera política
En 1986 integró el Frente Nacional del Trabajo, como miembro fundador y ocupó el cargo de secretario general.
En 1987 fue miembro constituyente del partido Renovación Nacional; durante el período de su formación, asumió la presidencia de los Distritos de Santiago, Independencia y Recoleta. Fue nombrado miembro del Tribunal Supremo de su partido y luego se integró la Comisión Política de este.
En el año 1989 resultó elegido diputado por el Distrito N.°20, comunas de Maipú, Cerrillos y Estación Central, por el período 1990 a 1994. Integró la Comisión Permanente de Educación, Cultura, Ciencias y Tecnologías, Deportes y Recreación; la de Trabajo y Seguridad Social y la de Economía, Fomento y Desarrollo.
En diciembre de 1993 fue nuevamente electo diputado, por el mismo Distrito, por el período 1994 a 1998; integró la Comisión Permanente de Trabajo y Seguridad Social y la de Economía, Fomento y Desarrollo.
En diciembre de 1997 fue candidato a senador por Santiago Poniente, elección que perdió, frente a Jovino Novoa Vásquez, de la Unión Demócrata Independiente (UDI).

## Fallecimiento
Murió tras sufrir un accidente mientras realizaba pruebas en un tractor al interior del Fundo "El Mirador" de su propiedad, ubicado en la comuna de Frutillar, sector de Punta Larga frente al lago Llanquihue, Décima Región. El accidente ocurrió aproximadamente cerca de las 13:40 horas y las causas del hecho se habrían debido a una posible falla mecánica de la máquina, la cual volcó pereciendo en forma instantánea.

## Historia electoral

### Elecciones parlamentarias de 1989
- Elecciones parlamentarias de 1989 por el Distrito 20 (Maipú, Cerrillos y Estación Central)[2]

| Candidato                 | Pacto                          | Partido | Votos  | %     | Resultado |
| ------------------------- | ------------------------------ | ------- | ------ | ----- | --------- |
| Carlos Dupré Silva        | Concertación por la Democracia | PDC     | 79 757 | 36,55 | Diputado  |
| Ángel Fantuzzi Hernández  | Democracia y Progreso          | RN      | 65 802 | 30,15 | Diputado  |
| Guillermo Arenas Escudero | Concertación por la Democracia | ILA     | 50 178 | 22,99 |           |
| Jorge Gómez Balmaceda     | Liberal-Socialista Chileno     | ILE     | 11 686 | 5,35  |           |
| Raúl Alonso Mahn          | Democracia y Progreso          | RN      | 5598   | 2,57  |           |
| Rodolfo Peña González     | Lista D: Alianza de Centro     | AN      | 3260   | 1,49  |           |
| José Orellana Díaz        | Lista F: Partido Nacional      | ILF     | 1945   | 0,89  |           |

### Elecciones parlamentarias de 1993
- Elecciones parlamentarias de 1993 por el Distrito 20 (Maipú y Estación Central)[3]

| Candidato                | Pacto                                | Partido | Votos  | %     | Resultado |
| ------------------------ | ------------------------------------ | ------- | ------ | ----- | --------- |
| Ángel Fantuzzi Hernández | Unión por el Progreso de Chile       | RN      | 76 679 | 35,05 | Diputado  |
| Carlos Dupré Silva       | Concertación por la Democracia       | PDC     | 69 617 | 31,82 | Diputado  |
| Luis Sánchez Castellón   | Concertación por la Democracia       | PS      | 48 189 | 22,03 |           |
| Mario Varela Herrera     | Unión por el Progreso de Chile       | UDI     | 9501   | 4,34  |           |
| Carlos Toro Sepulveda    | Alternativa Democrática de Izquierda | PC      | 6529   | 2,98  |           |
| Ernesto Medina Aguayo    | Alternativa Democrática de Izquierda | PC      | 4753   | 2,17  |           |
| Jorge Alcaíno Rivero     | La Nueva Izquierda                   | AHV     | 3489   | 1,59  |           |

### Elecciones parlamentarias de 1997
- Elecciones parlamentarias de 1997 Santiago Poniente [4]

| Candidato                     | Pacto                          | Partido | Votos   | %     | Resultado |
| ----------------------------- | ------------------------------ | ------- | ------- | ----- | --------- |
| Andrés Zaldívar Larraín       | Concertación por la Democracia | PDC     | 309 370 | 27,77 | Senador   |
| Jovino Novoa Vásquez          | Unión por Chile                | UDI     | 229 008 | 20,56 | Senador   |
| Camilo Escalona Medina        | Concertación por la Democracia | PS      | 177 965 | 15,98 |           |
| Gladys Marín Millie           | La Izquierda                   | PC      | 174 780 | 15,69 |           |
| Ángel Fantuzzi Hernández      | Unión por Chile                | RN      | 153 278 | 13,76 |           |
| José Miguel Vallejo Knockaert | Chile 2000                     | ILE     | 38 038  | 3,41  |           |
| Pía Figueroa Edwards          | Partido Humanista de Chile     | PH      | 14 003  | 1,26  |           |
| Cristián Reitze Campos        | Partido Humanista de Chile     | PH      | 12 791  | 1,15  |           |
| Sergio Santander Sepúlveda    | Chile 2000                     | UCCP    | 4733    | 0,42  |           |